# Barbora Janíčková
Barbora Janíčková, född 1 maj 2000 i Brno, är en tjeckisk simmare.

## Karriär
Vid EM 2024 i Belgrad tog Janíčková silver på 100 meter frisim.